# Karl Gustav Jöreskog
Karl Gustav Jöreskog (nacido en Åmål el 25 de abril de 1935) es un estadístico sueco. Es profesor emérito de la Universidad de Upsala y coautor, junto con Dag Sörbom, del programa estadístico LISREL. Es miembro de la Real Academia Sueca de Ciencias. Estudió en Upsala y es un antiguo alumno de Herman Wold. Trabajó como estadístico en ETS y fue profesor visitante en la Universidad de Princeton.

## Investigación
Generalizó el concepto de máxima verosimilitud para al análisis de estructuras de covarianza en el marco de las ecuaciones estructurales. Su campo de investigación es el de las ecuaciones estructurales, el análisis multivariante, la teoría de los item response y la estadística computacional.

## Premios
En 2007 recibió el Award for distinguished scientific applications of psychology de la American Psychological Association (APA).

## Selección bibliográfica
- Jöreskog, K. G. (1969). A general approach to confirmatory maximum likelihood factor analysis. Psychometrika, 34, 183–202.
- Jöreskog, K. G. (1970). «A general method for analysis of covariance structures». Biometrika 57: 239-251.
  - Reprinted as Jöreskog, K. G. (2001). «A general method for analysis of covariance structures».  En D. M. Titterington and D. R. Cox, ed. Biometrika: One Hundred Years. Oxford University Press. pp. 345-357. ISBN 0-19-850993-6.

- Jöreskog, K. G., and Goldberger, A. S. (1975). «Estimation of a model with multiple indicators and multiple causes of a single latent variable». Journal of the American Statistical Association 70: 631-639.
- Jöreskog, K. G., & Sörbom, D. (1979). Advances in factor analysis and structural equation models. New York: University Press of America.
- Jöreskog, K. G., & Moustaki, I. (2001). Factor analysis of ordinal variables: A comparison of three approaches. Multivariate Behavioral Research, 36, 347–387.
- Cudeck, R., Jöreskog, K. G., Du Toit, S. H. C., & Sörbom, D. (2001). Structural Equation Modeling: Present and Future : a Festschrift in Honor of Karl Jöreskog. Scientific Software International.